# Psilocerea monochroma
Psilocerea monochroma là một loài bướm đêm trong họ Geometridae.